# Atlas of AI: Power, Politics, and the Planetary Costs of Artificial Intelligence
Atlas of AI: Power, Politics, and the Planetary Costs of Artificial Intelligence (англ. Атлас ИИ: власть, политика и планетарные затраты на искусственный интеллект) — книга Кейт Кроуфорд, вышедшая в свет 6 апреля 2021 года, и посвящённая проблемам, связанным с искусственным интеллектом.
Книга получила высокую оценку критиков.

## Содержание
Кроуфорд 15 лет изучала искусственный интеллект (ИИ) и провела оценку всей полноты связанных с ним человеческих и экологических издержек на примере жизненного цикла умной колонки Amazon Echo. Автор, балансируя в своём изложении между репортажем и научной работой, проводит исследование всей отрасли ИИ, начиная от лития для батарей в устройствах, управляемых ИИ, и заканчивая персональными данными.
Анализ скрытых человеческих издержек, связанных с ИИ и поддерживающих «иллюзию автоматизации», привёл Кроуфорд к выводу о том, искусственный интеллект «не является ни искусственной, ни тем более интеллектуальной» технологией, а беспокоиться надо не о возможной замене людей алгоритмами, а о том, что «к людям всё чаще относятся как к роботам».
Кроуфорд также предлагает смотреть на ИИ как на «добывающую промышленность» (англ. extractive industry), поскольку его создание «зависит от использования энергии и минеральных ресурсов планеты, дешевой рабочей силы и масштабных данных».

Искусственный интеллект — это идея, инфраструктура, отрасль, форма проявления власти и способ видения; это также манифестация высокоорганизованного капитала, поддерживаемого обширными системами добычи и логистики, с цепочками поставок, охватывающими всю планету. Всё перечисленное является частью того, что называется искусственным интеллектом, это пара слов, за которой стоит сложный набор из ожиданий, идеологий, желаний и страхов.Оригинальный текст (англ.)Artificial intelligence, then, is an idea, an infrastructure, an industry, a form of exercising power, and a way of seeing; it’s also a manifestation of highly organized capital backed by vast systems of extraction and logistics, with supply chains that wrap around the entire planet. All these things are part of what artificial intelligence is—a two-word phrase onto which is mapped a complex set of expectations, ideologies, desires, and fears.

## Критика
Вирджиния Дигнум в статье для журнала Nature отметила, что книга «тщательно проработана и великолепно написана» («meticulously researched and superbly written») и «раскрывает тёмную сторону успеха ИИ».
Карен Хао в статье для MIT Technology Review отметила то, как Кроуфорд, подробно и красочно описывая физическую составляющую ИИ (включая человеческий труд), успешно разбивает абстрактное представление об искусственном интеллекте, как о программном обеспечении, работающем где-то в «облаке».
Обозреватель Financial Times Джон Торнхилл включил книгу в список лучших книг 2021 года о технологиях, назвав её «ценной поправкой к большой шумихе вокруг ИИ и полезным руководством по эксплуатации на будущее».

## Издания
- Kate Crawford. Atlas of AI: Power, Politics, and the Planetary Costs of Artificial Intelligence. — Yale University Press, 2021. — 336 с. — ISBN 978-0300209570.